# Metastelma pringlei
Metastelma pringlei är en oleanderväxtart som beskrevs av A. Gray.. Metastelma pringlei ingår i släktet Metastelma och familjen oleanderväxter. Inga underarter finns listade i Catalogue of Life.